# 初風 (駆逐艦)
初風（はつかぜ）は、日本海軍の駆逐艦。一等駆逐艦陽炎型の7番艦である。1943年（昭和18年）11月上旬のブーゲンビル島沖海戦で戦没した。

## 艦歴
陽炎型駆逐艦全19隻のうち、神戸川崎造船所で建造されたのは初風1隻である。
1937年（昭和12年）12月3日起工。1938年（昭和13年）9月20日、初風は姉妹艦2隻（親潮、夏潮）と共に命名された。同日附で、各艦（親潮、夏潮、初風、伊号第十八潜水艦、伊号第二十潜水艦、伊号第二十二潜水艦、第十一号掃海艇、第十二号掃海艇）は、それぞれ艦艇類別等級表に登録。
1939年（昭和14年）1月24日進水。同年11月15日附で高橋亀四郎中佐（吹雪型駆逐艦曙駆逐艦長）は初風の艤装員長に任命された。11月20日、初風艤装員事務所を設置。
1940年（昭和15年）1月20日、姉妹艦の雪風は竣工と共に佐世保から呉へ回航される。
1月27日附で第16駆逐隊（司令島崎利雄大佐）が編制された。初代司令駆逐艦は雪風。
初風は2月15日に竣工した。同日附で高橋中佐は本艦初代駆逐艦長となる。呉鎮守府籍。神戸から呉に移動して雪風に合流した。また黒潮は2月24日になり、大阪から呉に回航されている。
当初の第16駆逐隊は、陽炎型3番艦黒潮、陽炎型8番艦雪風、陽炎型9番艦初風で編制され、第二水雷戦隊に所属。10月11日に実施された紀元二千六百年記念行事に伴う紀元二千六百年特別観艦式では、初風は第16駆逐隊司令駆逐艦として式典に臨んだ。11月15日、黒潮は第15駆逐隊に編入されて16駆を離れたが、陽炎型9番艦天津風と陽炎型10番艦時津風が漸次16駆に編入される。
1941年（昭和16年）7月25日、島崎司令は軽巡川内艦長へ転任、渋谷紫郎大佐（前職第7駆逐隊司令）が第16駆逐隊新司令として着任した。第16駆逐隊は渋谷司令指揮下のもと、陽炎型4隻（初風、雪風、天津風、時津風）編成で開戦を迎えた。第二水雷戦隊（司令官田中頼三少将：旗艦神通）所属。同水雷戦隊は第8駆逐隊（朝潮、荒潮、大潮、満潮）、第15駆逐隊（親潮、黒潮、早潮、夏潮）、第16駆逐隊、第18駆逐隊（陽炎、不知火、《朝潮型駆逐艦：霞、霰》）から編制されており、15駆・16駆・18駆が陽炎型を主力としていた。だが第18駆逐隊は第一水雷戦隊（司令官大森仙太郎少将：旗艦阿武隈）の指揮下に属して南雲機動部隊警戒隊となり、真珠湾攻撃に参加。16駆以下の二水戦各艦とは別行動であった。

### 太平洋戦争
太平洋戦争開戦時の第16駆逐隊は、第1小隊（雪風〔駆逐隊司令艦〕、時津風）と、第2小隊（初風、天津風）に分離して行動していた。開戦劈頭、3隻（神通、初風、天津風）は第四航空戦隊の空母龍驤航空隊のダバオ空襲を支援した。その後、16駆4隻は南方作戦に従事してフィリピン〜東南アジアを行動する。レガスビー攻略作戦、ダバオ、メナド、ケンダリー、アンボン、クーパンの各攻略作戦に参加する。1942年（昭和17年）2月27日、スラバヤ沖海戦に参加。蘭印作戦終了後、内地へ戻った。
6月上旬のミッドウェー海戦では攻略部隊を乗せた輸送船の護衛に当たった。7月14日、艦隊の再編にともない、第16駆逐隊は第三艦隊（司令長官南雲忠一中将）麾下の第十戦隊に所属する。当時の戦力は以下の通り。
- 第10戦隊：長良（旗艦。司令官木村進少将）
  - 第4駆逐隊：嵐、舞風、野分、萩風
  - 第10駆逐隊：秋雲、夕雲、巻雲、風雲
  - 第16駆逐隊：雪風、時津風、天津風、初風
  - 第17駆逐隊：浦風、磯風、谷風、浜風

8月1日、第16駆逐隊司令は渋谷大佐（9月20日より軽巡洋艦阿武隈艦長）から、荘司喜一郎大佐（7月15日まで第11駆逐隊司令）に交代した。
第十戦隊所属各隊・各艦は8月上旬よりソロモン方面へ進出、ガダルカナル島の戦いに参戦した。初風は第二次ソロモン海戦、南太平洋海戦に参加。10月26日の戦闘で南雲機動部隊の空母2隻（翔鶴、瑞鳳）が被弾損傷すると、2隻（初風、舞風）は空母2隻を護衛して避退（指揮官瑞鳳艦長）。28日15時、トラック泊地に到着した。
11月4日、第16駆逐隊（初風、時津風）は大型艦2隻（瑞鶴、妙高）を護衛して内地に帰投することになった。9日、瑞鶴隊（瑞鶴、初風）は豊後水道にて佐世保へ向かう妙高隊（妙高、時津風）と分離、呉に到着した。このため第16駆逐隊第1小隊（雪風、天津風）が活躍した11月中旬の第三次ソロモン海戦に、16駆2小隊（初風、時津風）は参加していない。
呉に帰港後、初風は呉工廠で修理に当たった。12月12日、日本陸軍の九九式双軽爆撃機を輸送中の空母龍鳳と16駆僚艦時津風は米潜水艦から襲撃され、被雷した龍鳳も中破した。そこで龍鳳が輸送する筈だった九九式双軽爆を空母瑞鶴に移載する。
12月15日附で初風駆逐艦長は高橋中佐（後日、第4駆逐隊司令として駆逐艦満潮沈没時に戦死）から岡三知夫中佐に交代する。
12月28日附で高橋中佐（本艦初代駆逐艦長）は第6駆逐隊（雷、電、響）司令に転出。初風駆逐艦長も岡中佐から、前月まで陽炎型16番艦嵐駆逐艦長を務めていた渡邉保正中佐に交代した。
12月31日、4隻（瑞鶴、秋月、初風、時津風）は横須賀を出港、1943年（昭和18年）1月4日トラックへ進出した。同地で駆逐艦3隻（秋月、初風、時津風）は前進部隊に編入。1月6日には修理を要する駆逐艦（長波、親潮、陽炎、涼風）の代艦として南東方面部隊に編入され、各艦は順次ショートランド泊地へ移動した。
1943年（昭和18年）1月10-11日、初風は第六次ガダルカナル島輸送作戦（鼠輸送）に参加する。駆逐艦8隻（黒潮《旗艦》、巻波、江風、嵐、大潮、荒潮、初風、時津風）は、警戒隊4隻（黒潮、江風、初風、時津風）と輸送隊4隻（嵐、巻波、大潮、荒潮）、泊地待機隊（長波）に区分。輸送隊は小発動艇2隻を曳航しドラム缶150個を積み込んでいた。指揮官は第二水雷戦隊司令官小柳冨次少将で、第15駆逐隊黒潮を旗艦とした。警戒隊（江風→黒潮→初風→時津風）と輸送隊（嵐→巻波→大潮→荒潮）は、それぞれが単縦陣を形成していた。
午後10時以降、ガダルカナル島エスペランス岬周辺海域で時津風や荒潮と共にアメリカ軍魚雷艇と交戦中、初風は22時47分に魚雷1本を左舷艦橋附近に被雷、戦死者8名・負傷者12名を出して大破した。通信装置と操舵装置が故障。
小柳司令官は初風の自沈あるいはガダルカナル島への擱座を検討していたが、嵐（第4駆逐隊司令有賀幸作大佐）とやりとりした結果、離脱命令を出す。
初風は駆逐艦3隻（嵐、江風、時津風）に護衛されて約16ノットで退避。零式艦上戦闘機7機、零式水上観測機11機に掩護されつつ、11日夕刻ショートランド泊地へ到着した。4隻（初風、嵐、江風、時津風）の帰還は小柳司令官に大きな感銘をあたえ、各艦乗組員と司令を『功績極めて顕著なり』と賞賛している。初風の大破を代償とした輸送量は301トンであった。
3月3日、ビスマルク海海戦で輸送船団護衛部隊（白雪〔第三水雷戦隊司令官木村昌福少将〕、浦波、朝雲、朝潮、荒潮、時津風、雪風）に加わっていた時津風がアメリカ軍機の空襲で撃沈され、第16駆逐隊は陽炎型3隻（初風、雪風、天津風）になった。
4月上旬、練習巡洋艦鹿島（第四艦隊旗艦）の修理が必要となり、初風は鹿島と共に呉へ帰投。7月12日まで修理に当たった。
5月1日、第16駆逐隊司令は荘司大佐（5月20日附で軽巡洋艦川内艦長）から島居威美大佐に交代した。修理完成直前の7月1日附で初風駆逐艦長は蘆田部一中佐（睦月型駆逐艦長月艦長、吹雪型駆逐艦天霧艦長等）に交代した。
7月31日、大和型戦艦2番艦武蔵（連合艦隊旗艦、古賀峯一司令長官座乗）、第五戦隊（妙高、羽黒）、駆逐艦3隻（野分、白露、初風）という編制で内地を出発。8月1日、横須賀発の3隻（軽巡洋艦長良、空母雲鷹、駆逐艦曙）と途中合流する。合流後は長良座乗の第二水雷戦隊司令官高間完少将が警戒隊指揮官となった。8月4日深夜、米潜水艦スティールヘッドは「戦艦3隻」を含む日本艦隊を発見、翌日未明に計10本の魚雷を発射したがいずれも命中しなかった。8月5日トラック着。初風は一旦内地へ戻った。
8月17日、主力部隊（戦艦3隻《大和、長門、扶桑》、空母《大鷹》、巡洋艦3隻《愛宕、高雄、能代》、駆逐艦部隊《涼風、海風、秋雲、夕雲、若月、天津風、初風》）として呉を出撃し、23日トラックへ進出。以降はトラック泊地を中心に各地への船団護衛に従事する。
10月6日、給油艦風早がアメリカ潜水艦スティールヘッドとティノサに襲撃され、16時30分に沈没した。
初風と白露型駆逐艦7番艦海風は急遽第十四戦隊司令官伊藤賢三少将の指揮下に入る。同戦隊はトラック泊地で輸送作戦の準備に従事していたが、伊藤司令官は旗艦を軽巡洋艦那珂から軽巡洋艦五十鈴に変更。まず海風が先行し、初風は五十鈴と共に風早遭難現場へ向かった。3隻（五十鈴、海風、初風）は10月7日早朝に風早の遭難現場に到着したが同艦はすでに沈没しており、海風は風早乗組員154名、初風は98名を救助した。
10月30日、ラバウルへ物件輸送。11月1日、『ろ号作戦』に参加する第一航空戦隊（瑞鶴、翔鶴、瑞鳳）航空隊基地人員・物件を搭載した第十戦隊・第二水雷戦隊各艦はラバウルおよびカビエンに到着した。

### 沈没
11月2日、初風は軽巡洋艦/第十戦隊旗艦阿賀野の指揮下でブーゲンビル島沖海戦に参加、重巡洋艦妙高と衝突し、米艦隊の集中砲火を受けて沈没した。経過は以下の通り。
11月1日、連合艦隊は第五戦隊司令官大森仙太郎少将を指揮官とする連合襲撃隊を編制し、本隊（大森少将直率：第五戦隊《妙高、羽黒》）、第一警戒隊（第三水雷戦隊司令官伊集院松治少将：川内〔旗艦〕、第27駆逐隊《時雨、五月雨、白露》）、第二警戒隊（十戦隊司令官大杉守一少将：阿賀野〔旗艦〕、駆逐艦《長波、初風、若月》）、輸送隊（指揮官山代勝守大佐：駆逐艦《天霧、文月、卯月、夕凪、水無月》）という戦力を揃える。連合襲撃隊はブーゲンビル島タロキナ岬に上陸したアメリカ軍に対し、逆上陸計画を企図していた。だが輸送隊の準備は遅れたこと、アメリカ軍機の触接を受けたことから逆上陸作戦は中止され、輸送隊はラバウルへ避退した。連合襲撃隊そのものは、アメリカ軍輸送船団を撃滅すべく進撃を続けた。一方のアメリカ軍は日本艦隊の接近を知ると、輸送船団を護るためアーロン・S・メリル少将率いる巡洋艦4隻・駆逐艦8隻の艦隊を派遣した。
11月2日00時45分、時雨の敵艦隊発見報告をきっかけに約2時間におよぶ夜戦がはじまった。当時の隊形は、主隊（妙高、羽黒）が中央、第一警戒隊（川内、時雨、白露、五月雨）が主隊左前方、第二警戒隊は（阿賀野、長波、初風、若月）の順番で主隊右前方を航行していた。最初に米艦隊と交戦したのは第一警戒隊で、主隊と第二警戒隊は回避行動に専念し、妙高と艦位を失った初風の衝突を招いた。妙高と初風の衝突時間は午前1時7分。
その後、主隊（妙高、羽黒）は午前1時16分に射撃を開始したが、時雨の報告から26分も経過しており、主隊と第二警戒隊（阿賀野、長波、若月）は戦局にまったく貢献できなかった。午前1時34分、大森司令官は『明日ノ敵機ノ来襲ヲ顧慮シ、全軍ニ対シ315度方向ニ避退スベキ』を電令して戦場からの離脱をはかり、米艦隊は敗走する日本艦隊を追撃する。艦首を失い、戦場に取り残されていた初風はアメリカ軍駆逐隊の集中砲火を浴び、午前2時57分に南緯06度00分 東経153度58分 / 南緯6.000度 東経153.967度地点で沈没した。艦長以下164名が戦死した。川内は漂流したのち、午前5時30分に沈没した。翌朝、重巡羽黒からは僚艦妙高の前部左舷に初風の甲板がぶらさがっている光景が見られたという。目撃した羽黒の下士官は「初風の額の皮」という表現を使っている。
本海戦は2隻（川内、初風）を喪失した上に、アメリカ軍輸送船団の撃破に失敗した日本艦隊の完敗で終わり、阿賀野以下日本艦隊は11月2日午前9時以降、順次ラバウルへ帰投した。
12月6日、第16駆逐隊司令は島居大佐から古川文次大佐に交代する（島居は12月22日より軽巡龍田艦長。龍田沈没まで同職）。
駆逐艦初風は1944年（昭和19年）1月5日附で
不知火型駆逐艦、
帝国駆逐艦籍、
第16駆逐隊
のそれぞれから除籍された。

## 歴代艦長
艤装員長
1. 高橋亀四郎 中佐：1939年11月15日[6] - 1940年2月15日[12]

駆逐艦長
1. 高橋亀四郎 中佐：1940年2月15日[12] - 1942年12月15日[27]
2. 岡三知夫 中佐：1942年12月15日[27] - 1942年12月28日[28]
3. 渡邉保正 中佐：1942年12月28日[28] - 1943年7月1日[51]
4. 蘆田部一 中佐：1943年7月1日[51] - 1944年1月5日[79]（1943年11月2日 戦死、同日付任海軍大佐）[80]